# Quiri-Coli
Quiri-Coli (Quiricoli, Kirikoli) ist eine osttimoresische Aldeia im Suco Manetú (Verwaltungsamt Maubisse, Gemeinde Ainaro). 2015 lebten in der Aldeia 480 Menschen.

## Geographie
Quiri-Coli liegt im Osten des Sucos Manetú. Westlich befindet sich die Aldeia Mau-Lai und nördlich die Aldeia Russulau. Im Osten und Süden grenzt Quiri-Coli an die Gemeinde Manufahi mit den Sucos Aitemua, Mindelo (Verwaltungsamt Turiscai), Tutuluro und Holarua (Verwaltungsamt Same). Die Südgrenze zu Holarua bildet der Calihuno, die Ostgrenze zu Tutuluro und fast zum gesamten Mindelo der Markis. Diese Flüsse gehören zum System des Carauluns.
Der Großteil der Besiedlung sammelt sich im Nordosten der Aldeia. Dort liegt auch der Ort Quiri-Coli.